# (36554) 2000 QD103
2000 QD103 (asteroide 36554) é um asteroide da cintura principal. Possui uma excentricidade de 0.25262160 e uma inclinação de 13.62133º.
Este asteroide foi descoberto no dia 28 de agosto de 2000 por LINEAR em Socorro.